# Municipio de Oxford (Nueva Jersey)
El municipio de Oxford (en inglés: Oxford Township) es un municipio ubicado en el condado de Warren en el estado estadounidense de Nueva Jersey. En el año 2007 tenía una población de 2,575 habitantes y una densidad poblacional de 150 personas por km².

## Geografía
El municipio de Oxford se encuentra ubicado en las coordenadas 40°48′17″N 74°59′46″O / 40.80472, -74.99611. El municipio de Oxford se formó a partir de partes del municipio de Greenwich el 30 de mayo de 1754, mientras que el área todavía era parte del condado de Sussex. Fue incorporado el 21 de febrero de 1798, como uno de los primeros grupos de municipios de Nueva Jersey por un acto de la Legislatura de Nueva Jersey.

## Demografía
Según la Oficina del Censo en 2000 los ingresos medios por hogar en el municipio eran de $53,359 y los ingresos medios por familia eran $63,750. Los hombres tenían unos ingresos medios de $45,667 frente a los $31,210 para las mujeres. La renta per cápita para la localidad era de $23,515. Alrededor del 4% de la población estaba por debajo del umbral de pobreza.